# La Nausée
La Nausée ("De Walging") is een filosofische en gedeeltelijk autobiografische roman van Jean-Paul Sartre die in 1938 verscheen. Met deze eerste roman werd Sartre bekend. In 1950 kwam het boek op de lijst van le Grand Prix des meilleurs romans du demi-siècle, een Franse literatuurprijs, te staan. La Nausée geeft, onder invloed van de fenomenologische methode van Duitse filosoof Edmund Husserl, uiting aan het gevoel dat het menselijk leven geen doel heeft.

## Samenvatting
Antoine Roquentin, een eenzame intellectueel, woont tijdens de jaren 30 in "Bouville", een denkbeeldige stad in Frankrijk die aan Le Havre doet denken. Hij heeft er zich teruggetrokken nadat hij veel heeft gereisd en hierdoor erg moedeloos geworden is. Hij is een boek aan het schrijven ter nagedachtenis van markies de Rollebon, een diplomaat uit de achttiende eeuw. Op een dag raapt Roquentin een kei op aan het strand. Hij merkt dat de dingen veranderd zijn, of dat zijn gewaarwording ervan veranderd is. Hij bestudeert een wortel, maar kan niet zeggen wat het is. De normaalste dingen lijken hun eigen leven te leiden. Als hij een blad papier opraapt, voelt het niet levenloos aan. Het lijkt alsof hij aangeraakt wordt, alsof het blad in een levend dier veranderd is. De dode wereld van de dingen geeft hem een gevoel van zoete misselijkheid. Op een zekere middag, nadat hij zich langdurig in de spiegel van zijn hotelkamer heeft bekeken, verliest hij elke zelfherkenning. Hij herkent zichzelf niet meer. Als hij zich opnieuw misselijk voelt worden, vlucht hij naar het café, de enige plek met een sfeer die een uitweg biedt voor zijn agressie. De luidruchtige muziek en sfeer lijken hem te beschermen. Hij voelt zich erg ontgoocheld en vraagt zich zelfs af of hij niet gek wordt. Elke belevenis baadt in een sfeer van illusie. In de bibliotheek laat zijn studie over Rollebon hem koud. Teleurgesteld als hij is door de hypothetische resultaten van zijn werk, besteedt hij minder aandacht aan het historisch verhaal en observeert hij vooral de andere lezers, in het bijzonder de Autodidact. Deze notarisklerk heeft de vreemde gewoonte alle boeken in de bibliotheek alfabetisch te willen lezen. Wat betreft de mensen van goede wil, die slenteren voor de kerk of voor het museum van Bouville, zij worden door de verteller ontmaskerd, die hen ziet als ‘smeerlappen’ (des salauds). Hij verbreekt alle banden met deze samenleving, die hij beschrijft als bekrompen, conventioneel en verstikkend, om zich bloot te stellen aan het leven. Als het hem lukt zich te laten gaan, verdwijnen zijn kortstondige momenten van geluk weer snel: de gruwel van de natuur en van de wereld sleept hem mee en de walging achtervolgt hem.
Alles is hem te veel, zowel de mensen als de dingen: vreemdsoortige bedreigingen hangen boven de stad die vanuit het omringende platteland wordt overwoekerd. Hij wordt steeds onzekerder over het bestaan van de dingen en over zijn eigen bestaan ten opzichte van andere mensen. Hij ervaart het bestaan steeds meer als een zwakheid. Als hij aan zelfmoord denkt, stelt hij vast dat zijn zelfmoordpoging zinloos zou zijn: hij voelt zich te veel in een overbevolkte wereld. Op goed geluk tracht hij op zondag op de pier te wandelen, maar de echte zee is "koud, zwart en zit vol met beesten". Al deze momenten waarin hij tot het uiterste wordt gedreven geven hem het voorgevoel dat zijn zin voor avontuur tot niets anders terug te brengen is dan de onomkeerbaarheid van de tijd. Een etentje met de Autodidact, die hem blijft bewonderen, veroorzaakt een nieuwe walging. De woorden van de geleerde zijn zo naïef, zijn zo ontleend uit de menselijkheid en de goede wil, dat Roquentin het niet kan laten om tegen te spreken, ook al voelt hij dat de mensen rond hem zelf niet weten dat ze bestaan. De walging, dat zijn voorwerpen die bestaan, het is de wereld die bestaat zonder dat de mensen het kleinste vliesje onderscheiden dat voorwerpen en het bestaan omgeeft.
Roquentin merkt hun bestaan en hun wezenlijkheid op. Eindelijk kan hij zijn walging benoemen: het is de ervaring van het absolute, van de dwaze onverzettelijkheid van de wereld, want bestaan, dat is er zijn, zomaar, en zodra we ons daar bewust van worden, kunnen we niet meer ontsnappen aan die walging. Hij ziet zijn ex-vriendin Anny terug, maar zij gelooft niet meer in perfecte momenten. Ze gaat verder met haar leven en ontkent de gelijkenissen van hun ontdekking. Eenmaal terug in Bouville, ziet Roquentin hoe de Autodidact in de bibliotheek een schandaal veroorzaakt en wordt weggestuurd wegens pedofilie. In het café “Mably”, waar hij van iedereen afscheid neemt, luistert Roquentin nog eenmaal naar zijn lievelingslied, "Some of these days", dat hem kan vervoeren naar een wereld waar hij zich niet langer misselijk voelt. Hij beseft dat, als er een rechtvaardiging is, dat het dan die van de kunst is. Daar schuilt misschien de oplossing: hij mag geen geschiedkundig werk schrijven, maar een verhaal dat “mooi en hard is als staal (Il faudrait qu'elle soit belle et dure comme de l'acier) en dat mensen verlegen zal maken over hun bestaan”, namelijk een fictiewerk.

## De uitwerking
Sartres roman is de vrucht van een lange weg en een uitwerking die acht jaar duurde. Beginnend bij een filosofische benadering van het bewustzijn en de toevalligheden werkte de jonge leraar, toen gestationeerd in de kleine zeehaven Le Havre, aan een schotschrift, een agressieve analyse vanuit een filosofische invalshoek, dat uitliep op een romantisch meesterwerk onder invloed van Georges Duhamel, Céline, Franz Kafka en Raymond Queneau. Hij verdiepte zich ook in het filosofische aspect van zijn werk door de Duitse fenomenoloog Edmund Husserl te bestuderen, voornamelijk tijdens zijn eenjarig verblijf in het Frans Academisch Huis in Berlijn in 1933-1934. Hij schreef opeenvolgende versies, met voetnoten van Simone de Beauvoir, maar het boek werd in 1936 geweigerd door de uitgevers Gallimard, ondanks de hulp van Paul Nizan. Hij nam zijn tekst nog eens onder handen; deze werd 'uiteindelijk' in de lente van 1937 goedgekeurd. Hij moest die echter nog eens wijzigen door enkele fragmenten aan te passen die te provocerend zouden zijn (want te vulgair en seksueel expliciet) en om een proces te vermijden. Er werden een vijftigtal pagina’s weggelaten. De oorspronkelijke door Sartre gekozen titel was Mélancholia, een verwijzing naar Albrecht Dürers gravure met die naam, maar Gaston Gallimard stelde uiteindelijk de titel La Nausée voor, waarmee Sartre akkoord ging; het werk verscheen in 1938 en werd direct vrij algemeen erkend als een letterkundig werk van wereldklasse. Ook degenen die zijn levensvisie afwezen, erkenden zijn literaire talent.